# Wacoro
Wacoro is een gemeente (commune) in de regio Koulikoro in Mali. De gemeente telt 15.000 inwoners (2009).
De gemeente bestaat uit de volgende plaatsen:
- Diarrani
- N’Djifina
- Niefia
- Tonga
- Wacoro
- Zéta